# Thomas Südhof
Thomas Christian Südhof (Göttingen, 22 december 1955) is een in Duitsland geboren Amerikaans biochemicus. In 2013 kreeg hij samen met James Rothman en Randy Schekman de Nobelprijs voor de Fysiologie of Geneeskunde voor hun ontdekkingen van het mechanisme dat het belangrijkste transportsysteem in onze cel regelt.

## Biografie
Südhof studeerde geneeskunde aan de RWTH Aachen, Harvard-universiteit en de Georg-August-Universität Göttingen. In 1983 ging hij naar de Verenigde Staten waar hij een postdoc moleculaire genetica aan het University of Texas Health Science Center onder Michael Stuart Brown en Joseph Goldstein. Südhof werkte mee aan het onderzoek naar de regulatie van het cholesterolmetabolisme waarvoor Brown en Goldstein in 1985 de Nobelprijs kregen.
In 1986 werd hij onderzoeker aan het Howard Hughes Medical Institute. In 2008 ging Südhof naar Stanford-universiteit waar hij de Avram Goldsteinleerstoel aan de medische faculteit bekleed en tevens hoogleraar moleculaire en cellulaire fysiologie, psychiatrie en neurologie is.

## Werk
Südhof deed onderzoek naar de wijze waarop neurotransmitters in de hersenen worden aangemaakt, daar deze alleen door het transportsysteem worden afgegeven in reactie op een bepaalde prikkel. Hij ontdekte dat bij dit proces twee proteïnes zijn betrokken welke de influx van calcium koppelen aan het vrijkomen van een neurotransmitter. Pas op het moment dat er voldoende calcium aanwezig is, binden de proteïnes van het transportsysteem zich aan het celmembraan om de neurotransmitter los te laten. Deze conclusie publiceerde hij in 2001 in het tijdschrift Nature.
Beschadigingen in dit cellulaire transportsysteem van neurotransmitters zorgen voor een verstoring in de communicatie tussen zenuwcellen in de hersenen, met verschillende neurologische ziektes tot gevolg.
- Bibsys: 1011618
- Bibliothèque nationale de France: cb158959719 (data)
- CiNii: DA15440266
- Gemeinsame Normdatei: 1042645108
- International Standard Name Identifier: 0000 0000 2332 0972
- Library of Congress Control Number: n00012827
- Nationale Bibliotheek van Israël: 987007444229105171
- Nationale Bibliotheek van Polen: a0000002742406
- Nationale en Universitaire bibliotheek Zagreb: 000433825
- Nederlandse Thesaurus van Auteursnamen: 36918579X
- ORCID: 0000-0003-3361-9275
- Système universitaire de documentation: 076565114
- Virtual International Authority File: 54484625
- WorldCat: E39PBJtH6WwjWx4bjdTg6Q8KVC

1901: Behring · 
1902: Ross · 
1903: Finsen · 
1904: Pavlov · 
1905: Koch · 
1906: Golgi, Ramón y Cajal · 
1907: Laveran · 
1908: Mechnikov, Ehrlich · 
1909: Kocher · 
1910: Kossel · 
1911: Gullstrand · 
1912: Carrel · 
1913: Richet ·
1914: Bárány · 
1919: Bordet · 
1920: Krogh · 
1922: Hill, Meyerhof · 
1923: Banting, Macleod · 
1924: Einthoven ·
1926: Fibiger · 
1927: Wagner-Jauregg · 
1928: Nicolle · 
1929: Eijkman, Hopkins · 
1930: Landsteiner · 
1931: Warburg · 
1932: Sherrington, Adrian · 
1933: Morgan · 
1934: Whipple, Minot, Murphy · 
1935: Spemann · 
1936: Dale, Loewi · 
1937: Szent-Györgyi · 
1938: Heymans · 
1939: Domagk · 
1943: Dam, Doisy · 
1944: Erlanger, Gasser · 
1945: Fleming, Chain, Florey · 
1946: Muller · 
1947: C. Cori, G. Cori, Houssay · 
1948: Müller · 
1949: Hess, Moniz · 
1950: Kendall, Reichstein, Hench · 
1951: Theiler · 
1952: Waksman · 
1953: Krebs,Lipmann ·
1954: Enders, Weller, Robbins · 
1955: Theorell · 
1956: Cournand, Forssmann, Richards · 
1957: Bovet · 
1958: Beadle, Tatum, Lederberg · 
1959: Ochoa, Kornberg · 
1960: Burnet, Medawar · 
1961: Békésy · 
1962: Crick, Watson, Wilkins · 
1963: Eccles, Hodgkin, Huxley · 
1964: Bloch, Lynen · 
1965: Jacob, Lwoff, Monod · 
1966: Rous, Huggins · 
1967: Granit, Hartline, Wald · 
1968: Holley, Khorana, Nirenberg · 
1969: Delbrück, Hershey, Luria · 
1970: Katz, Euler, Axelrod · 
1971: Sutherland · 
1972: Edelman, Porter · 
1973: Frisch, Lorenz, Tinbergen · 
1974: Claude, De Duve, Palade · 
1975: Baltimore, Dulbecco, Temin ·
1976: Blumberg, Gajdusek · 
1977: Guillemin, Schally, Yalow · 
1978: Arber, Nathans, Smith · 
1979: Cormack, Hounsfield · 
1980: Benacerraf, Dausset, Snell · 
1981: Sperry, Hubel, Wiesel · 
1982: Bergström, Samuelsson, Vane · 
1983: McClintock · 
1984: Jerne, Köhler, Milstein · 
1985: Brown, Goldstein · 
1986: Cohen, Levi-Montalcini · 
1987: Tonegawa · 
1988: Black, Elion, Hitchings · 
1989: Bishop, Varmus · 
1990: Murray, Thomas · 
1991: Neher, Sakmann · 
1992: Fischer, Krebs · 
1993: Roberts, Sharp · 
1994: Gilman, Rodbell · 
1995: Lewis, Nüsslein-Volhard, Wieschaus · 
1996: Doherty, Zinkernagel · 
1997: Prusiner · 
1998: Furchgott, Ignarro, Murad · 
1999: Blobel · 
2000: Carlsson, Greengard, Kandel ·
2001: Hartwell, Hunt, Nurse · 
2002: Brenner, Horvitz, Sulston · 
2003: Lauterbur, Mansfield · 
2004: Axel, Buck · 
2005: Marshall, Warren ·
2006: Fire, Mello ·
2007: Capecchi, Smithies, Evans ·
2008: Zur Hausen, Barré–Sinoussi, Montagnier ·
2009: Blackburn, Greider, Szostak ·
2010: Edwards ·
2011: Beutler, Hoffmann, Steinman ·
2012: Gurdon, Yamanaka ·
2013: Rothman, Schekman, Südhof ·
2014: O'Keefe, Moser, Moser ·
2015: Campbell, Omura, Tu ·
2016: Osumi ·
2017: Hall, Rosbash, Young ·
2018: Allison, Honjo ·
2019: Kaelin, Ratcliffe, Semenza ·
2020: Alter, Houghton, Rice ·
2021: Julius, Patapoutian ·
2022: Pääbo ·
2023: Karikó, Weissman ·
2024: Ambros, Ruvkun